# Chiquititas Vol.4
Chiquititas  Vol.4 é o quinto  álbum da trilha sonora da novela Chiquititas (ou o quarto, se não contarmos a edição especial Chiquititas em Festa). Foi lançado no Brasil em 1999 pela gravadora Abril Music, sendo a primeira trilha da novela a ser lançada sob este selo. 
A canção "Pimpolho" foi lançada como música de trabalho e um CD single foi enviado as rádios. 
O álbum rapidamente se tornou um sucesso comercial, alcançando vendas superiores a 200 mil cópias. Em reconhecimento ao seu desempenho, a Associação Brasileira dos Produtores de Discos (ABPD) concedeu ao trabalho um disco de ouro em 2000. 
Após anos fora de catálogo, foi adicionado em várias plataformas digitais para compra e streaming em 2018.

## Detalhes de produção
As canções foram todas compostas por Carlos Nilson e Cristina de Giacomi, as versões para o português são de Cayon Gadia, que também dirigiu o projeto junto com Nilson.
Novamente, as vozes foram feitas por cantores desconhecidos que são creditados no encarte do disco. A maioria das canções fazem parte do Chiquititas Vol. 4 (versão argentina), de 1998.
As fotografias da capa e do encarte foram tiradas em um cenário parecido com o da capa do Chiquititas Vol. 4 , da versão argentina da novela.

## Lançamento e divulgação
A promoção contou com um show musical feito para divulgar o CD e também a 4°temporada da novela. Os cenários e figurinos foram os mesmos utilizados na versão feita em Buenos Aires, Argentina. A novela estreou uma semana depois do lançamento do show.[carece de fontes?]
Os videoclipes foram mais uma vez os maiores responsáveis para apresentar as canções ao público. Foram gravados nos estúdios da Telefé, em Buenos Aires, com exceção de "Vinte e Quatro Horas", que foi gravado na Estação Júlio Prestes, em São Paulo e de "No Começo", gravado em Fernando de Noronha.[carece de fontes?] As músicas "Espelhinho" e "No Fundo" foram as únicas que não ganharam versões visuais e não foram tocadas na telenovela.[carece de fontes?]
"No Fundo", tema de Tati e Yago, e "Espelhinho", tema de Helena, fazem parte da trilha sonora da quarta temporada argentina, ambas não foram adicionadas a nenhum álbum na versão original da novela, mesmo sendo apresentadas em espetáculos teatrais.[carece de fontes?]

## Desempenho comercial
De acordo com o jornal O Estado de S. Paulo, tanto Chiquititas Vol.4, como todos os outros que vieram depois da primeira trilha, venderam, cada um deles, no mínimo 200 mil cópias.
A ABPD (atual Pro-Música Brasil - PMB) certificou-o como disco de ouro em 2000, por vendas superiores a 100 mil cópias.

## Lista de faixas
- Créditos adaptados do encarte do CD Chiquititas Vol.4, de 1999.[3]

| N.º | Título                                     | Compositor(es)                                                 | Duração |  |
| 1.  | "Me Dá um CH" (Dame Una CH)                | María Cristina De Giácomi, Carlos Zulisber Nilson, Caion Gadia | 1:49    |  |
| 2.  | "Penso em Ti" (Pienso en Ti)               | Giácomi, Nilson, Gadia                                         | 2:31    |  |
| 3.  | "Vinte e Quatro Horas" (Venticuatro Horas) | Giácomi, Nilson, Gadia                                         | 3:29    |  |
| 4.  | "No Fundo" (En El Fondo)                   | Giácomi, Nilson, Gadia                                         | 3:01    |  |
| 5.  | "Estou Louco" (Estoy Loco)                 | Giácomi, Nilson, Gadia                                         | 3:13    |  |
| 6.  | "Espelhinho" (Espejito Rebotón)            | Giácomi, Nilson, Gadia                                         | 2:14    |  |
| 7.  | "Pimpolho" (Pimpollo)                      | Giácomi, Nilson, Gadia                                         | 4:23    |  |
| 8.  | "No Começo" (En El Comienzo)               | Giácomi, Nilson, Gadia                                         | 3:07    |  |
| 9.  | "Voar Melhor" (Volar Mejor)                | Giácomi, Nilson, Gadia                                         | 2:33    |  |
| 10. | "O Beijo" (El Beso)                        | Giácomi, Nilson, Gadia                                         | 2:59    |  |
| 11. | "Chiquititas"                              | Giácomi, Nilson, Gadia                                         | 3:17    |  |

## Certificações e vendas
| País          | Certificação | Vendas   |
| ------------- | ------------ | -------- |
| Brasil - ABPD | Ouro         | +200,000 |